# 美國選舉
美國有聯邦政府級別和州級等各層次選舉。美國總統由各州的選舉人團選舉產生。聯邦議會的議員則經由直選產生。各州的州長和立法機構也是經由直接選舉產生。美國憲法規定，除部份犯罪者之外，所有18歲以上的美國公民均擁有選舉權。聯邦選舉有總統選舉、國會選舉（包括眾議院選舉和參議院選舉）。美國的選舉中，大多數州長和國會席次都高度集中于共和黨和民主黨兩大政黨。
國會和總統選舉均會每四年同時舉行一次，通稱爲美國大選。此外，國會還會在每兩次大選中進行一次中期選舉。
在某些場合下，美國大選這個概念，也包括與總統選舉同時進行的某些地方選舉。中期選舉這個概念，也包括美國中期選舉同時進行的某些地方選舉。

## 外部連結
- Electoral Compass （页面存档备份，存于）
- USA Election Candidate Videos （页面存档备份，存于）
- Campaign Law Archive.today的存檔，存档日期2013-09-01
- USA Elections （页面存档备份，存于）
- FairVote.org （页面存档备份，存于）
- Federal election results 1920-2008, US House Office of the Clerk （页面存档备份，存于）
- A New Nation Votes: American Election Returns 1787-1824 For Votes cast in Federal, State and Local elections in the Early Republic.